# 卡特加尔拉尔甘杰
卡特加尔拉尔甘杰（Katghar Lalganj），是印度北方邦Azamgarh县的一个城镇。总人口11810（2001年）。

## 人口
该地2001年总人口11810人，其中男性6048人，女性5762人；0—6岁人口2162人，其中男1140人，女1022人；识字率58.90%，其中男性为66.47%，女性为50.95%。